# Codrington Lagoon
Codrington Lagoon ist eine lange Lagune im Westen der Insel Barbuda in der Karibik. Sie war lange Zeit nur durch den Cuffy Creek, am Nordende der Lagune, mit dem Meer verbunden, aber 2019 wurde der Westrand der Lagune durch Stürme zerstört und die Lagune ist nun komplett offen zum Meer hin. Das Wasser ist seicht und ein großer Teil des Ufers an der Nordhälfte der Lagune ist Sumpfland. Die Stadt Codrington, die frühere Hauptsiedlung der Insel, befand sich am Ostufer der Lagune. Das Feuchtgebiet steht als Codrington Lagoon National Park unter Naturschutz.

## Geographie
Die Westküste der Insel wird nur durch schmale Riffinseln definiert. Die Südwestspitze bildet Palmetto Point bei Dulcina mit der Barbuda Pink Sand Beach. Etwa einen Kilometer weiter nördlich öffnet sich die Lagune, die nur durch ein schmales Saumriff vom Meer getrennt ist. Sie erstreckt sich von dort über ca. 26,5 km nach Norden, wo sie mit Sumpfgebieten, Mangrovenbeständen und Riffen gegliedert ist. Ursprünglich befand sich dort die 11 Mile Beach. Der nordwestlichste Punkt ist Cedar Tree Point (⊙). Von dort zieht sich die Küste genauso locker weiter nach Osten. Am Billy Point (⊙) mündet der ursprüngliche Cuffy Creek. Der nördlichste Punkt ist Goat Point (⊙). Von dort verläuft die Küste wieder nach Südosten bis Hog Point (⊙), wo der feste Teil der Insel beginnt. In dieser große Fläche von ca. 66,85 km² liegen die Inseln Man of War Island, Goat Island, Rabbit Island und Kid Island.

## Fregattvögel-Kolonie
Im Norden der ehemaligen Siedlung Codrington befindet sich eine Fregattvögel-Kolonie, die ihren Mittelpunkt auf der winzigen Man of War Island in der Lagune hat. Mit dem Boot kann die Stelle von Antigua aus in einer 40-minütigen Fahrt erreicht werden. Die Kolonie, Frigate Bird Sanctuary, ist eine der Hauptattraktionen für Ökotourismus in Barbuda. Während der Brutzeit zwischen September und April sind die Vögel mit dem großen knallroten Kehlsack gut zu beobachten. Die Paare bauen ihre Nester auf den schwankenden äußersten Ästen der Mangroven und legen jeweils ein Ei. Die Vögel sind bekannt für ihre waghalsigen Flugmanöver und ihren Kleptoparasitismus: sie erbeuten die Beute von anderen Seevögeln.
Die Kolonie in der Lagune ist die größte in der Karibik. Vor dem Auftreffen des Hurrikan Irma im September 2017 hatte sie geschätzt 2500 nistende Paare. Die Lagune wurde durch die Sturmflut in Folge von Irma überflutet. Die Folgen für die Kolonie sind noch nicht deutlich.